# Choczewko (przystanek kolejowy)
Choczewko – zlikwidowany przystanek kolejowy w Choczewku na linii kolejowej nr 230 Wejherowo – Garczegorze, w województwie pomorskim. Przystanek został zlikwidowany przed 1945 rokiem.